# Haukijärvi (sjö i Björneborg, Satakunta, Finland)
Haukijärvi är en sjö i Finland. Den ligger i Vittisbofjärd i kommunen Björneborg i landskapet Satakunta, i den sydvästra delen av landet, 240 km nordväst om huvudstaden Helsingfors. Haukijärvi ligger 29 meter över havet. Arean är 6,2 hektar och strandlinjen är 1,29 kilometer lång. Sjön  ingår i Bottenhavets kustområde.   I omgivningarna runt Haukijärvi växer i huvudsak blandskog.